# PRINCE2

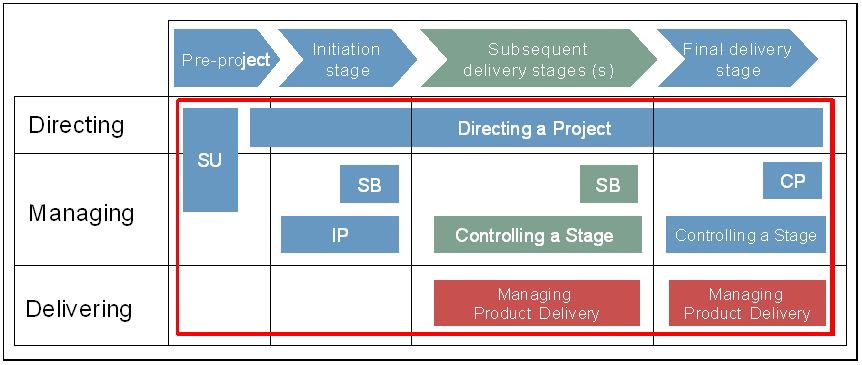

PRojects IN Controlled Environments (PRINCE) é um método de gerenciamento de projetos não-proprietário genérico, a ponto de poder ser aplicado a qualquer projeto, independentemente de seu porte, tipo, organização, região geográfica ou cultura.
Isso é possível porque o PRINCE2 isola o gerenciamento do projeto (ex.: aspectos ligados ao escopo, tempo, custo, qualidade, riscos, benefícios, tolerâncias, etc.) das contribuições especializadas (o esforço para realizar o produto, ex: design, construção, etc.). Assim, os métodos de produção dos aspectos especializados são facilmente integrados com o método PRINCE2, formando um framework completo para o projeto.
Como o PRINCE2 é genérico e baseia-se em princípios comprovados, as organizações que adotam o método como padrão podem melhorar substancialmente sua capacidade organizacional e maturidade em diversas áreas de atividade. Tem flexibilidade bastante interessante que permite a ligação com outras abordagens de condução de projetos como o SCRUM para projetos Ágeis.
PRINCE2 é uma marca registrada da AXELOS Limited.

## História
PRINCE2 foi originalmente desenvolvido pela CCTA, agora faz parte do OGC. Desde 1989 tem sido utilizado como um padrão para gerenciamento de projetos especialmente no Reino Unido. Este método foi desenvolvido inicialmente apenas para os projectos TIC, a versão mais recente, PRINCE2, é consistente com a gestão de todos os tipos de projetos.
A partir de Agosto/2013, o PRINCE2 passou a ser de propriedade da AXELOS Limited, porém a utilização do PRINCE2 nas organizações é livre (não há que se pagar).
A última revisão foi publicada em maio de 2017 pela AXELOS e nomeada como PRINCE2® 2017 Update.

## A estrutura PRINCE2
O método PRINCE2 aborda o gerenciamento de projeto com quatro elementos integrados: princípios, temas, processos e ambiente do projeto. Além disso, foca-se no controle de seis objetivos principais do projeto: escopo, tempo, custo, qualidade, riscos e benefícios.

### Princípios
Os princípios são orientações obrigatórias e boas práticas que determinam se o projeto está sendo genuinamente gerenciado de acordo com o método PRINCE2. São sete princípios:
- Justificativa contínua do Negócio (Business Case);
- Aprender com a experiência;
- Papéis e responsabilidades definidos;
- Gerenciamento por estágios;
- Gerenciamento por exceção;
- Foco no produto;
- Adequação ao ambiente do projeto.

Sem a aplicação de qualquer dos princípios, o projeto não estará utilizando o PRINCE2.

### Temas
Os temas descrevem aspectos do gerenciamento de projeto que devem ser tratados continuamente e em paralelo ao longo de toda a duração do projeto. Também são sete temas:
- Business Case;
- Organização;
- Qualidade;
- Planos;
- Risco;
- Mudança;
- Progresso.

Estes temas explicam o tratamento do PRINCE2 para as várias áreas de gerenciamento de projetos.

### Processos
Os processos são percorridos de acordo com as etapas ao longo do ciclo de vida do projeto. São sete processos:
- Starting Up a Project (SU);
- Directing a Project (DP);
- Initiating a Project (IP);
- Managing a Stage Boundary (SB);
- Controlling a Stage (CS);
- Managing Product Delivery (MP);
- Closing a Project (CP).

Cada processo fornece listas de verificação de atividades, com recomendações de produtos (de gerenciamento de projetos, ex.: business case, descrição de produtos, relatórios, registros, notas de lição, etc.) e responsabilidades relacionadas.

### Adequação ao ambiente do projeto
Trata da adequação do PRINCE2 ao contexto particular do projeto. O PRINCE2 não é uma solução de tamanho único, mas sim um framework flexível que pode ser adequado a qualquer tipo e porte de projeto.
A flexibilidade do PRINCE2 pode ser percebida ao utilizá-lo com outras abordagens, como por exemplo PRINCE2 com PMBOK

## Benefícios da Utilização do PRINCE2
- Incorpora práticas e governança estabelecidas e comprovadas como melhores práticas;
- Pode ser aplicado a qualquer tipo projeto e a qualquer tipo de organização;
- É amplamente reconhecido e entendido;
- Promove linguagem comum, possibilitando um vocabulário comum a todos os participantes do projeto, possibilitando a comunicação efetiva;
- Promove o reconhecimento explícito de Papéis e Responsabilidades; dessa forma os participantes compreendem os papéis e necessidades de cada um, permitindo a existência de uma estrutura definida para responsabilização, delegação, autoridade  e comunicação;
- Dá foco no Produto (entregas), que clarifica (para todas as partes) o que o projeto irá entregar, por quê, quando, por quem e como. Com esse foco é que os planos são desenhados para satisfazer os diferentes níveis da equipe, melhorando a comunicação e o controle;
- Tem planos baseados nas necessidades das equipes;
- É baseado na Gestão por Exceção, que possibilita a eficiência e eficácia na utilização do uso e suporte da gestão executiva;
- Tem foco na viabilidade/desejo de forma baseada no Business Case. Mais que concluir o projeto, este tem que trazer benefícios;
- Tem estrutura de relatórios definida com foco econômico do projeto;
- Os Stakeholders são representados em diversos níveis. As partes interessadas (stakeholders) são representados no planejamento e na tomada de decisão;
- Possibilita o aprendizado e a melhoria contínua, promovendo o aumento da Maturidade no Gerenciamento dos Projetos;
- Promove uma abordagem consistente para o trabalho que possibilita a reutilização dos ativos; também promove a mobilidade dos recursos e reduz o impacto das mudanças na equipe;
- É uma valiosa e poderosa ferramenta de diagnóstico, facilitando a avaliação, garantia e auditoria do trabalho do projeto.

## Certificações
O programa de certificação para o método PRINCE2 é globalmente gerido pela Peoplecert. Trata-se da Certificação em Gerenciamento de Projetos mais popular do mundo. A cada 4 minutos um certificado é emitido. Os dois principais certificados são:
- PRINCE2 Foundation: o exame é composto por 75 questões de múltipla escolha, sendo que 5 questões não contam pontuação (durante o exame o candidato não sabe quais são essas questões). Para ser aprovado é necessário acertar 50% da prova, isto é, 35 questões. A prova tem duração de uma hora. Essa certificação não expira;

- PRINCE2 Practitioner: o exame conta com 8 questões de múltipla escolha complexa, com 10 pontos por questão, totalizando 80 pontos possíveis. Para ser aprovado são requeridos 44 pontos (cerca de 55% da prova). A prova tem duração de 2h30min. O exame de re-certificação pode ser realizado no período entre 3 e 5 anos a contar da data da primeira certificação. Até Junho/2014, para se obter a certificação nível Practitioner obrigatoriamente o candidato precisaria possuir o nível Foundation. A partir de Julho/2014, caso o candidato tenha outras certificações como CAPM ou PMP do PMI (Project Management Institute) ou IPMA (International Project Management Association) o candidato ao nível Practitioner não precisa do nível Foundation;

Ambas as provas (nível Foundation e Practitioner) podem ser realizadas em português no Brasil (veja seção "Ligações externas" abaixo)).

## Material de Estudo
Para conhecer melhor o Método de Gerenciamento de Projetos PRINCE2 use o livro oficial - Gerenciando Projetos de Sucesso com PRINCE2™
Também, pode se utilizar de materiais oficiais da TSO.